# Sozialraumanalyse
Die Sozialraumanalyse ist ein Instrumentarium, das hauptsächlich dazu dient, durch Methoden der empirischen Sozialforschung bestimmte Stadtteile vergleichbar zu machen. Kommunen nutzen die Sozialraumanalyse, um für die Kommunalpolitik den Hilfebedarf eines Stadtteils abzuschätzen.

## Geschichte der Sozialraumanalyse
Die Geschichte der Sozialraumanalyse hat ihren Ursprung in den Vereinigten Staaten der 1960er Jahre. Wissenschaftler wie Eshref Shevky und Wendell Bell entwickelten die social area analysis als Instrument zur Analyse der Stadtkultur. Ausgehend von der Annahme, dass sich Gesellschaften auf eine größere Differenzierung und Komplexität hin entwickeln, legten sie Indikatoren fest, die im Hinblick auf die jeweils betrachtete Stadt als relevant für deren Entwicklung angesehen werden konnten.
Im Vordergrund der Sozialraumanalyse stehen die theoretische Begründung und die Verallgemeinerbarkeit dieser Indikatoren. Die folgende Tabelle zeigt beispielhaft die Dimensionen und Indikatoren, die damals festgelegt wurden und noch immer wirksam sind.
| Dimensionen           | Indikatoren |
| --------------------- | --- |
| Sozialer Raum         | - Anteil der Arbeiter an den Erwerbstätigen - Anteil der Personen mit Volksschulbildung an der Wohnbevölkerung über 25 Jahre - Miethöhe |
| Urbanisierung         | - Fruchtbarkeitsquote - Anteil erwerbstätiger Frauen an Frauen über 14 Jahre - Anteil Einfamilienhäuser                                 |
| Ethnische Segregation | - Ausländeranteil |

Man geht also von mehreren festgelegten Dimensionen aus, welche mit bestimmten Variablen für jeden Teilbezirk berechnet werden.
Im Modell von Shevky und Bell bilden die drei genannten Dimensionen die Grundlage der städtischen Strukturierung.

## Sozialraumanalyse heute
Das Feld sozialräumlicher Analysen ist in der Praxis sehr heterogen. Es existiert weder allgemein gültige Definition noch ein klar begrenzter Fundus an Methoden.
Konsens ist jedoch heute wie früher, dass mithilfe statistischer Messdaten eine gewisse Vergleichbarkeit der ausgewählten Stadtteile städtischer Teilgebiete erreicht wird.
Die Problemlagen der städtischen Entwicklung sind, wie man den folgenden Punkten entnehmen kann, komplexer geworden.
Die Ziele der Sozialraumanalyse umfassen demnach unter anderem:
- die stadt- bzw. landkreisspezifische Darstellung kleinräumiger Strukturen, Probleme und Entwicklungsvorhaben,
- die Klärung geeigneter Sozialraumzuschnitte (also der Frage, ab welcher Größenordnung der Bezug zur Lebenswelt verlorengeht und inwieweit offizielle Gebietsgliederungen faktische Lebenswelten betreffen),
- die Darstellung von sozialer Ungleichheit und Unterversorgungslagen,
- die Ermittlung besonderer Bedarfsgruppen und vorrangiger Räume, die in Zeiten knapper Finanzierung bevorzugt Unterstützung bekommen sollen,
- die Ermittlung von Ressourcen und Potentialen nachbarschaftlicher Hilfen, sozialer Netzwerke und bürgerschaftlichen Engagements in den Quartieren.

Wegen der hier beschriebenen Ziele der Sozialraumanalyse ist sie auch für die städtische Sozialplanung von Interesse, da sie aufzeigen kann, mit welcher Dringlichkeit und mit welchem inhaltlichen Schwerpunkt soziale Dienstleistungen zu erbringen sind.
Im nächsten Schritt der Sozialraumanalyse werden Prozentzahlen gesammelt und mithilfe einer Standardisierungsformel vereinheitlicht. Hinter dieser Aussage verbirgt sich ein enormes Spektrum an möglichen Erhebungs- sowie Auswertungsmethoden der empirischen Sozialforschung, die sich an die jeweilige Situation anpassen lassen. Dem entspricht auch die anfangs erwähnte Heterogenität.
Neuere Ansätze (Riege/Schubert 2005, Spatscheck/Wolf-Ostermann 2023) verfolgen neben den genannten quantitativen Ansätzen auch qualitative Ansätze der Datenerhebung und Interpretation. Dadurch lassen sich subjektive und lebensweltlich bestimmte Bedeutungen von Sozialräumen erfassen und Prozesse der Raumaneignung und -gestaltung in ihren Qualitäten erkennen und rekonstruieren. Diese Verfahren werden oft zur Entwicklung von Konzepten und Konzeptionen im Rahmen der sozialräumlichen Öffnung und Weiterentwicklung von sozialen, gesundheits- und bildungsbezogenen Diensten genutzt.
Zu den neuen Methoden rechnen beispielsweise solche, die in der Jugendarbeit eingesetzt werden, wie die Sozialraumbegehung bzw. Stadtteilbegehung (entsprechend einer Idee von Norbert Ortmann erfolgt eine Begehung auf einer von den Heranwachsenden vorgeschlagenen Route und wird etwa mit einer Kamera oder einem Diktiergerät dokumentiert) und die Nadelmethode (bei der besonders wichtige Orte innerhalb eines Lebensraumes auf einer geographischen Karte markiert werden). Zu den Risiken dieser Ansätze gehört, dass sie falsche Erwartungen über eine Umsetzung der eigenen Wünsche bei den Heranwachsenden wecken können und dass die gesammelten Informationen je nach dem Umfang, in dem sie weitergegeben werden, sich als Herrschaftswissen einsetzen lassen.